# Spooner, Wisconsin
Spooner là một thành phố thuộc quận Washburn, tiểu bang Wisconsin, Hoa Kỳ. Năm 2000, dân số của thành phố này là 2653 người.